# 本村由紀子
本村 由紀子（もとむら ゆきこ、1972年8月5日 - ）は、フリーアナウンサー。

## 人物
1972年（昭和47年）、東京都に生まれ、小学校、中学校の5年間をアメリカ・ニューヨークで過ごした。国際基督教大学高等学校を経て、国立音楽大学音楽学部声楽科卒業。声楽科では、コロラトゥーラ・ソプラノを担当していた。
アナウンサーとしては、経済ニュースからラジオDJまで幅広いジャンルを担当する。ハイテンションなバイリンガルキャスターで知られ、インターネット掲示板「2ちゃんねる」で行われた「第1回女子アナ最萌トーナメント」では優勝となった。一部の個人投資家からは、「株の女神」とも呼ばれる。
また、無類のスイーツ好きチョコレート好きである。英検準１級、ファイナンシャルプランナー２級保持。TOEIC975点。
2007年（平成19年）3月、ミュージシャンの田辺晋太郎と結婚。同時に妊娠中であることを自身のブログで発表し、同年8月10日の『モーニングサテライト』出演を最後に産休に入った。同月30日に、第一子となる長男を出産、約3ヵ月後の11月19日に『モーニングサテライト』に復帰。2012年4月6日、次男を出産。

## 職歴
大学在学中、ＴＶスタジオで観客誘導を行うアルバイトから業界入り。当初はレポーター等でテレビ出演していたが、1996年（平成8年）に『朝イチ! N天CNN』（テレビ朝日）のお天気お姉さんに採用される。その後、『スーパーモーニングライブ』（NNN24）の天気予報担当を経て、2000年（平成12年）4月、同じNNN24の『アフタヌーンワイドNews』ニュースキャスターとなる。同職では、参議院選挙特番などを担当した。翌2001年（平成13年）10月からは経済番組『クロージングベル』（テレビ東京）のメインキャスター、2004年（平成16年）4月からは『ニュースモーニングサテライト』（同）のメインキャスターを務めた。
2009年（平成21年）3月27日、中断時期をはさんで約5年間出演した『モーニングサテライト』を降板。翌2010年（平成22年）、テレビドラマ『ヤマトナデシコ七変化』（TBS）に女優として出演した。

## 出演番組、雑誌連載等

### ラジオ
- 「SUNSTAR WEEKEND JOURNEY」 日曜19:00 - 19:30　(Fm yokohama 84.7）

## 過去の主な番組、連載

### テレビ
報道・情報番組
| 期間                    | 期間                   | 番組名                                     | 役職                                     | 備考 |
| ----------------------- | ---------------------- | ------------------------------------------ | ---------------------------------------- | --- |
| 1993年5月               | 1994年3月              | 関口宏のサンデーモーニング（TBSテレビ）    | サブキャスター                           | |
| 1996年4月               | 1996年9月              | 朝イチ!N天CNN（テレビ朝日）                | お天気キャスター                         | |
| 2000年4月3日            | 2001年9月28日          | NNN24（日本テレビ）                        | 『アフタヌーンワイドNews』担当キャスター | その他にも同局では『NNNニュースプラス1』のリポーターや『スーパーモーニングライブ』のお天気キャスター、さらに『エコノミープラネット』のキャスターを担当 |
| 2001年10月              | 2004年3月              | Closing Bell（テレビ東京）                 | メインキャスター                         | 同番組降板後も代理で出演するときがあった |
| 2004年4月2007年11月19日 | 2007年8月10日2009年3月 | ニュースモーニングサテライト（テレビ東京） | メインキャスター                         | |

その他
- 「TOKIO自由時間」「葉千栄のアジア電視台」「サンデーブランチ」（東京MXテレビ）
- 「神奈川・夏・秋国体」特別キャスター（テレビ神奈川）
- 「ズームUP」「ダヴィンチの予言」（テレビ朝日）
- 「ニューエイジ・ディベート」（NHK総合）
- 「TSUTAYA WAVE-C3 TSUTAYAシネマナビ」（TSUTAYA・店内放送）
- 「SUNDAY POWER OF JAPAN」（東京MXテレビ、TOKYO FM）
- 「青春トーク&トーク」（NHK教育）
- 「ヤマトナデシコ七変化」（TBSテレビ）金曜ドラマ
- 「ランナウェイ〜愛する君のために」（TBSテレビ）木曜ドラマ
- 「月刊 国際観察」（朝日ニュースター）
- 「プレミア・ナビ」（ムービープラス）

### ラジオ
- 「下条アトムのBAOBABU"こだわってクロワッサン"」（文化放送）
- 「RADIO JAPAN onSunday」（〜2006年9月、JFN）

### 雑誌
- 「AneCan」（小学館）お金が残る人、残らない人の違いはココだった!(金)OL(貧)OL "マネーの分かれ道"

### 連載コラム
- 「月刊ＴＶ番組欄! シネマ女子部」（iPhone,iPad用アプリ）

### テレビCM
- 「エコする内窓 プラマードU」（YKK AP ※主にCATVでオンエア）